# Patrick Brooking
Patrick Guy Brooking CMG CB MBE DL (* 4. April 1937 in Chobham, Surrey; † 22. Januar 2014 in Wiltshire) war ein britischer Offizier und Major-General des Heeres. Von Dezember 1985 bis Dezember 1988 war er der 20. Kommandant des Britischen Sektors von Berlin und somit einer der alliierten Stadtkommandanten.

## Frühe Jahre
Patrick Brooking wuchs in der englischen Grafschaft Surrey auf und war Absolvent des privaten Jugendinternats Charterhouse School in Godalming, wo er auch in deutscher Sprache unterrichtet wurde.
Im Rahmen der Wehrpflicht trat er am 23. Juni 1956 in die British Army ein und wurde Second Lieutenant des Royal Armoured Corps. Am 4. April 1958 wurde er als Lieutenant zu den 5th Royal Inniskilling Dragoon Guards versetzt und dort am 4. April 1964 zum Captain befördert. Nachdem er das Staff College Camberley, einer Generalstabsakademie für Offiziere, absolviert hatte, wurde er am 31. Dezember 1969 zum Major befördert, woraufhin sich Verwendungen bei der Britischen Rheinarmee, darunter auch in Berlin, in Nordirland und in Zypern anschlossen.
1973 übernahm er den Posten des Stabschefs der 39th Infantry Brigade in Belfast, ehe er 1975 Regimentskommandeur der 5th Royal Inniskilling Dragoon Guards wurde. Für seine Leistungen während des dortigen Einsatzes wurde er 1975 als Member des Order of the British Empire ausgezeichnet.
1978 kehrte er als Ausbilder an das Staff College Camberley zurück, ehe er 1979 den Posten des Stabschefs der 4. Panzerdivision übernahm. Drei Jahre später, 1982, wurde er zum Kommandeur der in Paderborn stationierten 33. Panzerdivision ernannt.
Im Rang eines Brigadier wurde er schließlich 1983 zum stellvertretenden Stabschef der Landstreitkräfte des Vereinigten Königreichs ernannt. 1985 erfolgte die Beförderung zum Major-General.

## Stadtkommandant in Berlin
Als Nachfolger von Bernard Gordon-Lennox (1932–2017) wurde er im Dezember 1985 zum Kommandanten des Britischen Sektors von Berlin ernannt. Er war damit einer der alliierten Stadtkommandanten und bildete mit dem US-Amerikaner John Mitchell (1933–2013) und dem Franzosen Paul Cauvarrot (1923–2012), die höchste Instanz der West-Alliierten Berlins. Er gehörte somit der Alliierten Kommandantur an, die dem Alliierten Kontrollrat unterstellt war.
In seine Amtszeit fielen auch der Erste Golfkrieg (1980–1988) sowie die Zeit der Hausbesetzungen, Unruhen und Massen-Demonstrationen in Berlin.
Als Stadtkommandant übernahm er einen der wichtigsten und herausragendsten Posten, den das britische Militär außerhalb Großbritanniens zu vergeben hatte. Als solcher war er zum einen militärischer, aber vor allem „politischer Führer“ seines Landes und übte eine Art Vertretereigenschaft für Königin Elisabeth II. aus, da Berlin formal nicht zum Geltungsbereich der Bundesrepublik Deutschland gehörte und Großbritanniens in Bonn residierender Botschafter unzuständig war.
Wie seine Vorgänger konzentrierte sich Brooking als Stadtkommandant überwiegend auf die politische und diplomatische Vertretung seines Landes und seine Aufgaben als Mitglied der Alliierten Kommandantur, während der jeweilige Brigadekommandeur die rein militärische Führung der Britischen Streitkräfte in der Vier-Sektoren-Stadt übernahm.
Mit dem Wechsel nach Berlin bezog Brooking mit seiner Familie die im Berliner Ortsteil Gatow befindliche Villa Lemm. Auf dem Anwesen, das durch die Angehörigen der 248 German Security Unit, einer deutschen Kompanie und Wachpolizeieinheit der britischen Militärpolizei (RMP), bewacht wurde, residierten auch die Mitglieder des britischen Königshauses während ihrer Berlin-Aufenthalte. Der Funktion des Gastgebers gegenüber der Königsfamilie kam ein britischer Stadtkommandant mindestens einmal pro Jahr nach, wenn die Abnahme der Königlichen Geburtstagsparade („Queens Birthday Parade“) auf dem Berliner Maifeld am Olympiastadion anstand.
Patrick Brooking pflegte eine enge Verbindung zum britischen Königshaus und erreichte, dass Elisabeth II. im Mai 1987, aus Anlass der 750-Jahr-Feier Berlins, zum dritten Mal persönlich in die Vier-Sektoren-Stadt reiste. Die Monarchin wurde am Militärflughafen Gatow durch Brooking und den Regierenden Bürgermeister Eberhard Diepgen empfangen und nahm letztlich auch ihre traditionelle Geburtstagsparade ab.

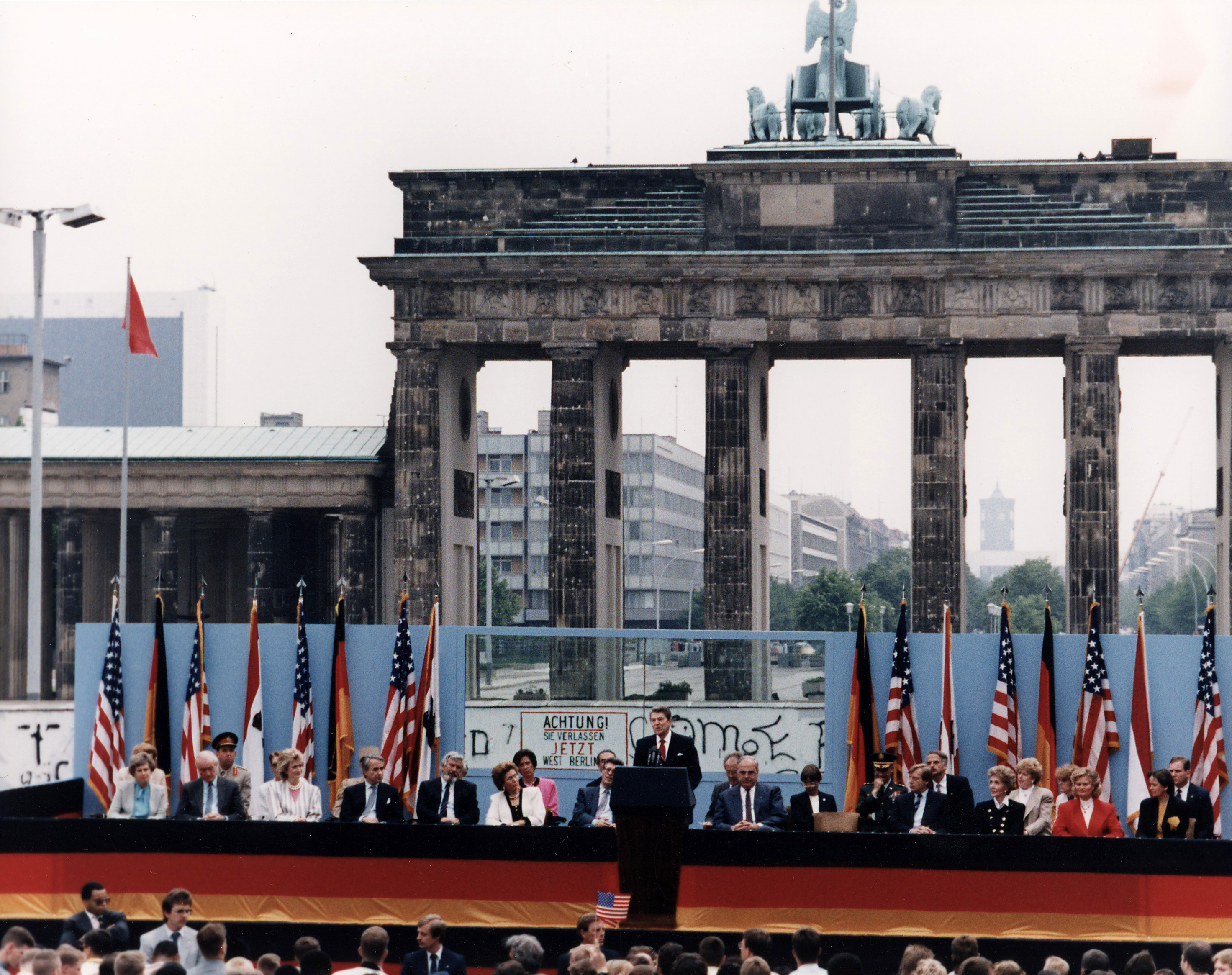
Patrick Brooking (zweite Reihe, links) während Ronald Reagans Rede am Brandenburger Tor

Somit war Brooking, nach David Peel Yates 1965 und Robert Richardson 1978, der dritte und zugleich letzte Stadtkommandant, der die Königin persönlich in Berlin empfangen durfte.
Im Juni 1987 gehörte Brooking zu den Tischgästen von US-Präsident Ronald Reagan und war ebenfalls zugegen, als dieser mit dem bekannten Satz „Tear down this Wall“, den KPdSU-Generalsekretär Michail Gorbatschow vor dem Brandenburger Tor zum Abriss der Berliner Mauer aufforderte.

### Rudolf Heß
In die Amtszeit Brookings fiel auch der Tod des ehemaligen Hitler-Stellvertreters Rudolf Heß, der sich am 17. August 1987 im Kriegsverbrechergefängnis Spandau im Alter von 93 Jahren das Leben nahm. Heß war im Nürnberger Prozess gegen die Hauptkriegsverbrecher zu lebenslanger Haft verurteilt worden und saß seit dem 18. Juli 1947 in Spandau ein – davon seit dem 1. Oktober 1966 als letzter und somit einziger Gefangener.
Brooking gehörte zu jenen Stadtkommandanten, von denen bekannt war, dass sie Heß im Kriegsverbrechergefängnis, das sich im Britischen Sektor befand, persönlich aufsuchten. Neben Roy Redgrave war er zudem einer der wenigen, die das Gespräch mit dem Inhaftierten ohne Dolmetscher in deutscher Sprache führten.
Eine Begnadigung des greisen Heß, die bereits mehrfach offiziell durch staatliche und private Stellen aus humanitären Gründen gefordert wurde, scheiterte stets am Veto der Sowjetunion, darunter ein Gnadengesuch der Bundesregierung aus Anlass des 90. Geburtstages von Heß.
Im April 1987, somit nur wenige Monate vor dem Suizid, berichtete das Nachrichtenmagazin Der Spiegel, dass Michail Gorbatschow die Freilassung von Heß plane.
Unmittelbar nach der Feststellung des Todes von Heß lief eine bereits vorab durch die Alliierten festgelegte Prozedur an. Der Leichnam wurde durch einen britischen Militär-Krankentransportwagen vom Gefängnisgelände in das British Military Hospital Berlin nach Berlin-Westend verbracht und dort durch den Gerichtsmediziner James Cameron obduziert. Die Schutzmaßnahmen am Militärkrankenhaus wurden durch Kräfte der 248 German Security Unit sowie andere Einheiten massiv erhöht, u. a. durch Schützen mit Langwaffen, die auf den Dächern positioniert wurden.
Nach Abschluss der ärztlichen Leichenschau wurde der Leichnam auf unbekanntem Weg nach Wunsiedel verbracht und dort der Familie übergeben. Schließlich wurde Heß im Familiengrab beigesetzt.
Wenige Tage später begann der Abriss des Kriegsverbrechergefängnisses durch britische Einheiten.

### Lockerung nach außen
In der politisch und gesellschaftlich angespannten Lage Berlins, war auch das Verhältnis zum Regierenden Bürgermeister nicht immer konfliktfrei. Diepgen reichte immer mehr Eingaben an die Alliierte Kommandantur weiter. Nachdem die Alliierten, die die Lufthoheit über Berlin ausübten, der Berliner Feuerwehr auf Initiative von Kurt-Werner Seidel erstmals einen Rettungshubschrauber zur Durchführung der Notfallrettung genehmigten, forderte Diepgen auch die Zulassung eines solchen für die Berliner Polizei sowie die Abschaffung der hohen Strafandrohungen für Handlungen, die sich gegen Militärangehörige richteten. Diese Anträge wiesen die Alliierten jedoch zurück. In der Notfallrettung blieb Christoph 31 der einzige zivile Hubschrauber in Berlin.
Auf Drängen Diepgens und einer Initiative Brookings, richteten die Alliierten 1988 erstmals eine Beschwerdestelle ein, an die sich betroffene Bürgerinnen und Bürger wenden konnten. Zwar wurde die Stelle weiter betrieben, jedoch scheiterten die meisten Eingaben, die sich gegen die vielen Absperrungen, aber auch gegen Übungs- und Fluglärm richteten. In einem Schreiben an den Regierenden Bürgermeister erklärte Brooking 1988: „Dieser Fluglärm ist der Preis der Freiheit.“
Im selben Jahr wurde er als Companion des Order of the Bath ausgezeichnet.
Ende Dezember 1988 endete seine Zeit als britischer Stadtkommandant in Berlin. Seinen letzten Termin nahm er als Gast der Weihnachtsfeier der 248 German Security Unit in den Smuts Barracks in Berlin-Wilhelmstadt teil, ehe er am selben Abend die Stadt verließ. Bereits im Januar trat Robert Corbett, ein früherer Schulkamerad Brookings, seine Nachfolge an.
Patrick Brooking übernahm in London den Chefposten der Rekrutierungsabteilung im Verteidigungsministerium, ehe er 1991 als Major-General in den Ruhestand trat.
Für kurze Zeit kehrte Brooking noch einmal nach Berlin zurück und übernahm eine Direktorenstelle bei der Telekommunikationsgesellschaft Krone, bei der er für die Abwicklung des Überseegeschäfts verantwortlich war.

## Gesellschaftliches Wirken

### Ehrenoberst
1991 übernahm Brooking, einer alten Tradition für pensionierte Offiziere im Generalsrang folgend, das Amt des Colonel of the Regiment der 5th Royal Inniskilling Dragoon Guards, seiner ehemaligen Einheit. 1992 wurde die Einheit mit den 4th/7th Royal Dragoon Guards zu den Royal Dragoon Guards zusammengefasst, woraufhin Brooking von 1992 bis 1994 das Amt des Colonel of the Regiment der Royal Dragoon Guards innehatte.

### Chorsänger
Patrick Brooking war ein großer Musikliebhaber und leidenschaftlicher Chorsänger. Während seiner Zeit als Stadtkommandant wirkte er in fünf Chören als Sänger mit. Auf seine Initiative hin, entstand eine enge Verbindung zwischen seinem Heimatchor, der Salisbury Musical Society und dem Philharmonischen Chor Berlin. Aus dieser Verbindung resultierten letztlich vier Gegenbesuche und zugleich gemeinsame Konzerte der beiden Gruppen. Zudem war er mehrfach Gastgeber von Yehudi Menuhin, der während eines Auftritts Brookings auch persönlich dirigierte.
Wegen seines großen Engagements wurde Brooking auch die Ehre zuteil, 1990 mit dem Philharmonischen Chor Berlin, anlässlich des Britten War Requiem aufzutreten.

### British-German Association
Seit 1997 engagierte sich Brooking in der British-German Association, die das Verständnis und die Verbindungen beider Länder in den Bereichen Wirtschaft, Politik und Kunst fördert. Hierbei nutzte er vor allem seine zahlreichen Deutschlandreisen, um sich persönlich einzubringen. 2001 wurde Brooking zum Präsidenten der Vereinigung gewählt und für seine Verdienste als Companion des Order of St Michael and St George ausgezeichnet. Das Ehrenamt des Präsidenten übte er bis 2004 aus.

### International Club Berlin
Nach dem Abzug der Britischen Streitkräfte aus Berlin setzte sich Patrick Brooking für die Bildung des International Club Berlin ein, der sich auf dem Gelände des ehemaligen Britischen Offiziersclubs in Berlin-Charlottenburg als Ort der Begegnung gründete. Er nutzte hierbei erneut seine Verbindung zum britischen Königshaus und erreichte, dass Prinz Charles die Schirmherrschaft über den Club übernahm.
Patrick Brooking war 1994 Gründungspräsident des Clubs und neben den früheren Bundespräsidenten Walter Scheel, Richard von Weizsäcker und Roman Herzog, eines der Ehrenmitglieder.
Letztmals hielt sich Brooking 2011 in Berlin auf.

### Deputy Lieutenant von Wiltshire
1997 wurde er in seiner Heimat-Grafschaft Wiltshire zum Deputy Lieutenant ernannt, womit er die Position des stellvertretenden Persönlichen Repräsentanten von Königin Elisabeth II. einnahm. Mit diesem Verwaltungsamt war er auch mit der Begrüßung der Mitglieder der Königlichen Familie betraut.

## Privates
Brooking entstammte einer Soldatenfamilie und war der Sohn des ehemaligen Colonel Cyrill Brooking und dessen Gattin Geraldine. Seit dem 11. April 1964 war er mit seiner Frau Pamela verheiratet, einer Tochter des Lieutenant-Colonel John Walford. Aus der Ehe gingen die Tochter Samantha (* 1965) sowie der Sohn Lieutenant-Colonel Jonathan Brooking (* 1967) hervor, der ebenfalls bei den Royal Dragoon Guards diente, aber inzwischen aus dem aktiven Dienst ausgeschieden ist. Zudem war er mehrfacher Großvater und sprach fließend Deutsch.
Patrick Brooking starb im Januar 2014 mit 76 Jahren an den Folgen einer schweren Erkrankung. Seine letzte Ruhestätte fand der ehemalige Generalmajor auf dem Friedhof der St. Michael’s Church in Wilsford in Wiltshire.
Im Juni 2017 ehrte ihn die Kameradschaft 248 German Security Unit, die die Tradition jener Einheit wahrt, die für den Schutz Brookings als Stadtkommandant mit verantwortlich war, durch eine Kranzniederlegung.

## Auszeichnungen
- Member des Order of the British Empire (1975)
- Companion des Order of the Bath (1988)
- Verdienstorden des Landes Berlin (1996)
- Companion des Order of Saint Michael and Saint George (1997)
- Verdienstorden der Bundesrepublik Deutschland (2004)